# Georgia Totto O'Keefe
Georgia Totto O'Keefe, ameriška likovna umetnica, * 15. november 1887, † 6. marec 1986. 
Velja za eno najpomembnejših slikark 20. stoletja in eno vidnejših predstavnic ameriške umetnosti vse od 20. let dvajsetega stoletja, znana pa je predvsem po slikah, v katerih kombinira abstrakcijo z reprezentacijo v podobah rož, skal, školjk, živalskih kosti in pokrajin. Njena dela so polna skrbno obrobljenih oblik subjektov s subtilnimi tonskimi tranzicijami različnih barv. 
Dom si je ustvarila na ranču v Novi Mehiki, zvezni državi, iz katere je črpala ves navdih.